# Hermatobates hawaiiensis
Hermatobates hawaiiensis är en insektsart som beskrevs av William Edward China 1956. Hermatobates hawaiiensis ingår i släktet Hermatobates och familjen Hermatobatidae. Inga underarter finns listade i Catalogue of Life.